# Ce vrăji mai fac fetele
Ce vrăji mai fac fetele (titlu original: Practical Magic) este un film fantastic de dragoste din 1998 de Griffin Dunne. Este bazat pe romanul cu același nume din 1995 al lui Alice Hoffman.
Este considerat un film idol.

## Distribuție
- Sandra Bullock - Sally Owens
- Camilla Belle - tânăra Sally
- Nicole Kidman - Gillian Owens
- Lora Anne Criswell - tânărul Gillian
- Goran Visnjic - James "Jimmy" Angelov
- Stockard Channing - Aunt Frances Owens
- Dianne Wiest - Aunt Bridget 'Jet' Owens
- Aidan Quinn - Investigator Gary Hallet
- Caprice Benedetti - Maria Owens
- Evan Rachel Wood - Kylie Owens
- Alexandra Artrip - Antonia Owens
- Mark Feuerstein - Michael
- Peter Shaw - Jack
- Caralyn Kozlowski - Regina Owens
- Chloe Webb - Carla
- Lucinda Jenney - Sara
- Margo Martindale - Linda Bennett
- Martha Gehman - Patty